# Marcyporęba
Marcyporęba ist eine Ortschaft mit einem Schulzenamt der Gemeinde Brzeźnica im Powiat Wadowicki der Woiwodschaft Kleinpolen in Polen.

## Geschichte
Der Ort wurde wahrscheinlich als Neusiedlung von Marek Radwanita im frühen 14. Jahrhundert gegründet. Er wurde als Pfarrei Poramba Marconis im Peterspfennigregister des Jahres 1337 im Dekanat Zator des Bistums Krakau erstmals urkundlich erwähnt. Er wurde später als Marcincowska (1385), Marcinkowa (1389), Poramba Markowicz (1397), Marci Poraba (1480–1490) erwähnt. Der Name Poręba (ursprünglich Poręba Markowa, gelegentlich im Tschechischen Markow Poruba, 1552) ist weit verbreitet, polnisch für „Waldlichtung“, „Kahlschlag“. Marcyporęba leitet sich von Marci Poremba (1353), später Marci Poraba (Jan Długosz, 1470 bis 1480), d. h. vom Personennamen Marek (beispielsweise Marec im Jahr 1228), Marcin ab.
Politisch gehörte das Dorf ursprünglich zum Herzogtum Auschwitz, dies bestand ab 1315 in der Zeit des polnischen Partikularismus. Seit 1327 bestand die Lehnsherrschaft des Königreichs Böhmen. Seit 1445 gehörte es zum Herzogtum Zator, dieses wurde im Jahr 1494 den polnischen König verkauft. 1564 wurde Marcyporęba als Teil des neuen Kreises Schlesien der Woiwodschaft Krakau an das Königreich Polen, ab 1569 die polnisch-litauische Adelsrepublik, völlig inkorporiert.
Unter der Familie Palczowski wurde um 1576 eine calvinistische (reformierte) Kirche erbaut. 1615 wurde diese römisch-katholisch.
Bei der Ersten Teilung Polens wurde Marcyporęba 1772 Teil des neuen Königreichs Galizien und Lodomerien des habsburgischen Kaiserreichs (ab 1804). Ab 1782 gehörte das Dorf zum Myslenicer Kreis (1819 mit dem Sitz in Wadowice). Nach der Aufhebung der Patrimonialherrschaften bildete es ab 1850 eine Gemeinde im Bezirk Wadowice.
1918, nach dem Ende des Ersten Weltkriegs und dem Zusammenbruch der k.u.k. Monarchie, wurde Marcyporęba wieder Bestandteil von Polen. Unterbrochen wurde dies nur durch die Besetzung Polens durch die Wehrmacht im Zweiten Weltkrieg. Es gehörte dann zum Distrikt Krakau im Generalgouvernement.
Von 1975 bis 1998 gehörte Marcyporęba zur Woiwodschaft Bielsko-Biała.

## Sehenswürdigkeiten

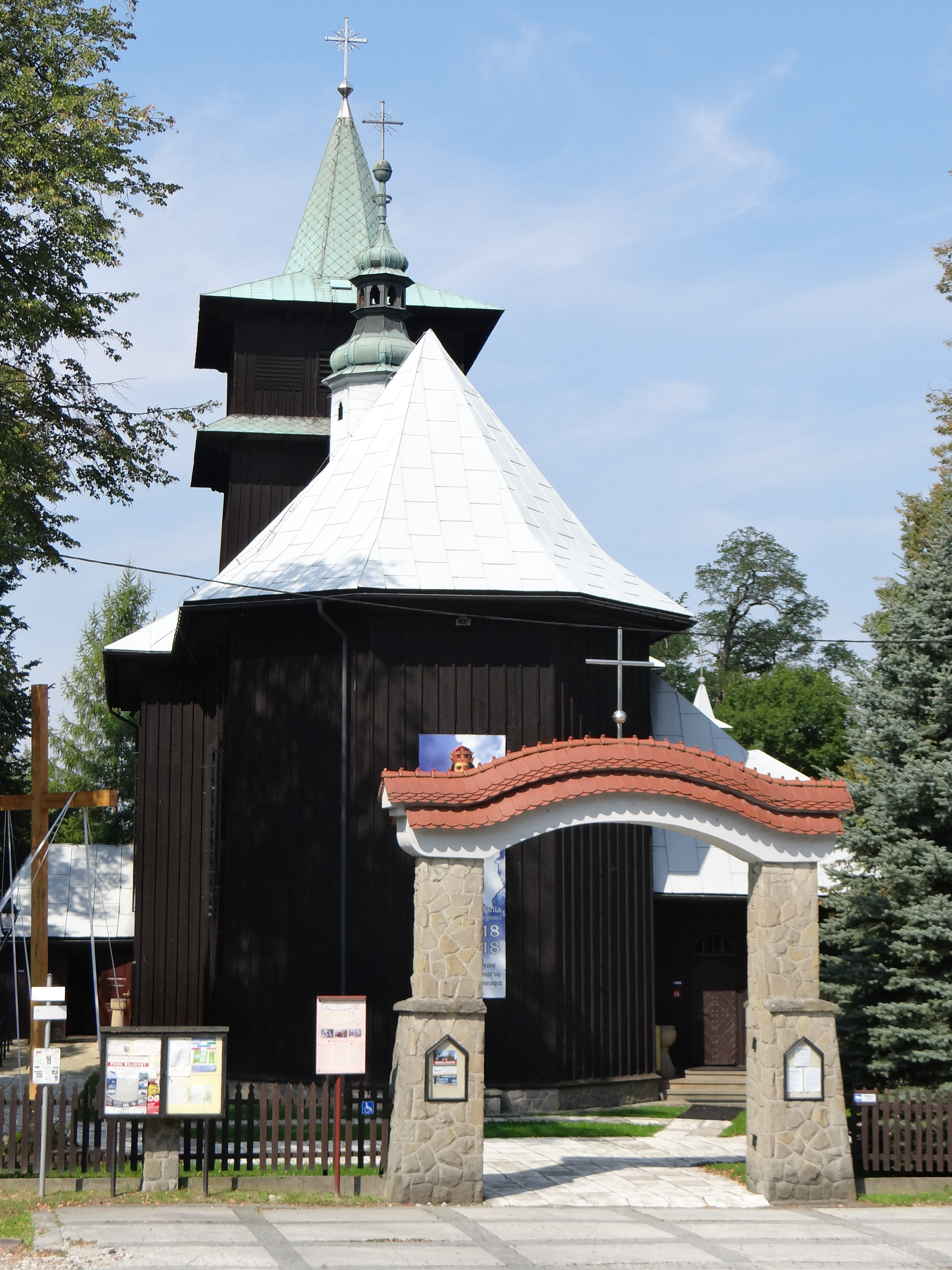
Holzkirche

- Römisch-katholische Martinkirche aus Holz, gebaut 1670, auf der Holzarchitekturroute von Małopolska (Kleinpolen);[4]
- Ruinen einer Burgwall